# Sh'lainn Blaze
(Sh'lainn Blaze)
Sh'lainn Blaze, coniugata Logan, è un personaggio immaginario e la protagonista femminile della serie televisiva animata Roswell Conspiracies, creata da Kaaren Lee Brown.

È doppiata in originale da Janyse Jaud ed in italiano da Patrizia Salmoiraghi.
In originale il personaggio parla con un marcato accento irlandese, caratteristica che si è cercato di mantenere nel doppiaggio italiano dandole una cadenza vocale più lenta.

## Caratteristiche

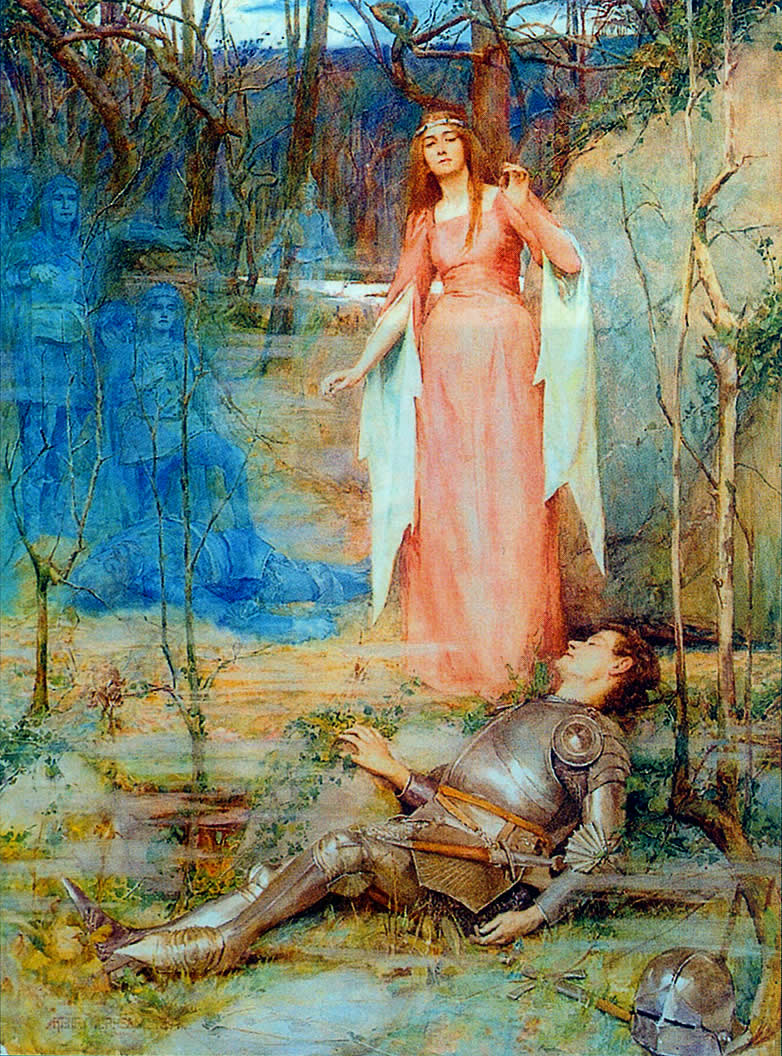
Una Banshee ritratta secondo il folklore irlandese.

Sh'lainn è una donna alta, snella e pallida con una folta chioma bianca (di cui è molto orgogliosa) ed un paio di attraenti occhi verdi, ha il viso ovale ed i lineamenti molto delicati, veste sempre con una lunga gonna viola, degli stivaletti neri, una maglietta lilla o rossa aderente che lascia le spalle scoperte ed una giacca in pelle. Porta sempre al collo un ciondolo ferreo con un simbolo celtico, simile a un uroboro, rappresentante le Banshee, di questa abitudine ha fatto il suo stemma. In alcune occasioni la si è vista indossare una minigonna nera per le uscite notturne, una tuta nera d'infiltrazione e, raramente la divisa dell'Alleanza.
È una ragazza introversa e spesso anche un po' timida, ma che si apre molto con le persone che le sono vicine. È testarda, ostinata ed intraprendente ma è disposta ad ammettere tutto ciò, quando non è in missione sa essere molto simpatica e vivace ma quando segue un caso resta spesso professionale e seria. Inizialmente faceva molta fatica ad ambientarsi fuori dal suo clan, e si sente privata del suo mondo a causa dell'esilio delle altre Banshee, tuttavia si ambienta velocemente e riesce a superare anche la paura della tecnologia, complice anche il suo amore per il mondo degli umani.
Durante la serie stringe un forte legame d'amicizia con Fitz, Ti-Yet e soprattutto Nema (che si può considerare la sua migliore amica), un forte rispetto per Trueblood ed un rapporto teso con Rinaker.
Sh'lainn inizialmente respinge le avances di Logan per paura dei sentimenti che le risultano nuovi, tuttavia nell'arco di poco tempo sviluppa una grande attrazione per quello che considerava solo un amico, man mano che si lascerà andare sarà lei a fare tutte le prime mosse che portano i due a divenire una coppia: lo bacerà per prima, si dichiarerà per prima e gli proporrà di unire le loro forze vitali.
Il suo nome si pronuncia "Sclein" (/ʃˈlɛin/).

## Biografia del personaggio

### Antefatti
Sh'lainn nacque sulla Terra, in Irlanda nel Tir-In-Am-Ban generata dall'Albero della Luce, tuttavia non viene mai rivelato quando. Fin da piccola si dimostrò uno spirito libero, più intraprendente rispetto alle consorelle; e fu attratta dal mondo degli umani fino al punto da essere la prima ed unica Banshee ad adottare un cognome: Blaze (letteralmente: "vampata"). Il suo forte amore per la cultura terrestre ed il suo desiderio di conoscenza di un popolo che ai suoi occhi era così affascinante sebbene spesso poco rispettoso per la natura, la portarono a svariati richiami da parte di Mab che non tollerava questo suo atteggiamento.
Sh'lainn fu legata fin dall'infanzia con un sentimento di amicizia fraterno alla figlia biologica di Mab, Shrian, e per questo la regina era spesso più indulgente con lei vedendola come fosse anch'essa sua figlia e sperando che con l'età avrebbe dimenticato tale infatuazione. Il destino tuttavia fu ben diverso, difatti quando nel 1975 Walter Logan si presentò dalle Banshee con la proposta di pace tra loro e l'Alleanza l'unica a cui la richiesta rimase impressa fu proprio Sh'lainn. Da allora la Banshee albina sollecitò sempre più le consorelle con gli ideali di convivenza pacifica trasmessigli dall'uomo, iniziando perfino a vestire come un'umana e, perciò, andando a pestare i piedi a Mab che desiderava metterla a tacere definitivamente.

### Nella serie
Agli inizi del 1999, dati i caratteri ostinati comuni nelle due Banshee, la loro faida ideologica portò la regina a bandire Sh'lainn dal regno e sancire su di lei la pena di morte a meno che non ritornasse in riga. Sh'lainn preferì la morte fisica alla morte dei suoi principi e perciò fu catturata e portata su un altare presso Stonehenge per essere giustiziata, l'Alleanza intervenne però con l'intento di catturare le Banshee e come risultato Sh'lainn riuscì a scappare.
In cerca dell'uomo che la ispirò, Sh'lainn si diresse verso Roswell, dove lo sapeva risiedere, tuttavia qui fu intercettata sia dall'Alleanza che da Nick Logan; il quale la seguiva per incassare la taglia messa sulla sua testa dalle Banshee. Comprendendo che l'uomo è il figlio di colui che cercava Sh'lainn gli rivela la sua storia, unicamente per scoprire dall'uomo che Walter Logan è vivo in una casa di riposo ma non è lo stesso uomo da lei conosciuto, poiché il vero Walter è scomparso nel 1978, desiderosi di risposte i due entrano nell'Alleanza, sotto la direzione di James Rinaker che sostiene star indagando da anni sulla sparizione di Walter Logan.
I due lavorando come partner risolveranno diverse minacce alla sicurezza del pianeta, la loro prima missione è il recupero della bomba EMP custodita sull'Himalaia dagli Yeti e sottratta alle grinfie dei Licantropi (missione in cui faranno la conoscenza di Ti-Yet), in seguito disattiveranno un drone da caccia alieno col DNA di Walter Logan e dunque programmato per cacciare il figlio (che poi si scopre in realtà mirare a Rinaker) e risolveranno un assedio ad opera dei Licantropi. Seguono poi il disinnesco della bomba EMP caduta in mano a Ruck (a seguito del quale Ti-Yet diverrà un agente dell'Alleanza) e la neutralizzazione di un satellite alieno che ha ripreso il finto incidente di Roswell orchestrato dall'Alleanza.
Col tempo all'ex-cacciatore di taglie e alla Banshee albina si uniscono anche Nema e Fitz. Il quartetto con l'andare avanti della serie si rivela una squadra imbattibile.
Sh'lainn verrà inoltre inseguita da due Minotauri mandatigli contro da Mab al fine di giustiziarla, grazie a Logan tuttavia verranno entrambi sconfitti e Mab minacciata di morte in caso lo faccia di nuovo.
Dopo una missione pericolosa nella foresta pluviale volta a neutralizzare un Vampiro psicotico convinto di essere il Chupacabra, Contrattà una malattia dovuta al contatto troppo prolungato con la tecnologia ma viene di nuovo salvata da Logan.
Il rapporto tra i due ha una svolta quando Logan, sfiduciato dagli scarsi risultati della ricerca del padre decide di operare da solo senza rendere conto al generale, finendo per imbattersi nel Condotto e venire inseguito dalle truppe dell'Alleanza per tradimento. Sh'lainn si schiera dalla parte dell'uomo dimostrando di tenere più a lui che alla missione ed in un attimo di tensione si scambiano un bacio. Ad ogni modo vengono entrambi riammessi nell'Alleanza dopo aver sconfitto Sith, che li aveva manipolati per far detonare il bunker in cui ha sede l'organizzazione.
Pochi giorni dopo le consorelle Banshee la contattano informandola del rapimento di Mab, e la sollecitano a prenderne il posto alla loro guida per poter muovere guerra verso i suoi rapitori: l'Alleanza, tutto ciò si rivela un piano architettato ad arte dai Vampiri Varla e Hanek per allontanare le Banshee dall'Albero della Luce, attaccarlo e distruggerlo mettendo così fine alla vita di tutte loro. L'intervento di Logan neutralizza tuttavia i Vampiri, che si rivelano i veri rapitori di Mab. Sh'lainn torna successivamente tra le file dell'Alleanza in quanto l'ha promesso a Rinaker in cambio dell'aiuto fornito dall'Alleanza nella liberazione di Mab dalle grinfie dei Vampiri.
Tra le nuove missioni assegnatele in seguito figurano: l'infiltrazione alla riunione delle tre principali famiglie di Vampiri, Il salvataggio di Athos e la sua riconsegna al padre Ruck, l'insabbiamento dietro alla caduta di un UFO alla festa in onore del giornalista Karl McGavin, la ricerca di Nick quando questi viene rapito dai Licantropi e la missione in Giappone per scoprire il complotto degli Oni.
All'inizio del 2000 Sh'lainn sarà morsa dalla Vampira ribelle Varla, l'unione dei loro fluidi sanguigni le trasforma entrambe in ibridi Banshee-Vampiro, sulle prime Sh'lainn cade preda dei nuovi istinti animali e di un delirio di onnipotenza, ma quando Logan tenta di farla tornare in sé e Varla lo attacca essa, comprendendo di essersi innamorata dell'uomo si ribella alla nuova consorella e permette all'Alleanza di catturarle entrambe e riportarle alla normalità. Di seguito parteciperà alla missione di recupero di Ti-Yet nell'Area 51, alla disfatta di Hanek ad Alcatraz, al recupero di un Sunspot, alla deativazione dei Ciclopi, all'eliminazione di un vampiro millenario a Il Cairo, alla disfatta dei Vodun, ad una nuova battaglia coi Licantropi ed al risveglio degli Aesiri.
Dopo che un errore di Fitz rivela a tutte le razze aliene del mondo la reale ubicazione del bunker dell'Alleanza, Rinaker dà luogo ad un processo per identificare quello che ritiene il loro sabotatore misterioso: Nick Logan. Sebbene sia la donna che l'ex-cacciatore di taglie tentino di difendersi dalle accuse il generale, inflessibile ordina la detenzione dell'uomo nei sotterranei dell'Alleanza con l'accusa di tradimento. Qui Sh'lainn gli fa visita per consolarlo e gli offre l'opportunità di riavere indietro le memorie soppresse dalla sua mente per scoprire cosa davvero accadde il giorno della sparizione di Walter Logan, avvertendolo però che in tal modo tra le loro forze vitali si creerà un legame permanente. L'amore di Logan per la Banshee è tale da autorizzare l'operazione e grazie alla procedura scopre che il colpevole della sparizione di Walter è proprio Rinaker. Il generale irrompe e neutralizza la Banshee per poi affermare di averlo fatto unicamente perché Walter voleva dare troppo potere agli Alieni. Per volere di Rinaker Logan viene portato al Livello Omega mentre Sh'lainn prende il suo posto nei sotterranei.
A seguito la Banshee viene liberata dalla sua prigionia da Trueblood, che si ribella a Rinaker e fa fuggire i prigionieri, giusto in tempo per l'arrivo di Logan che, liberatosi dal Livello Omega aiuta nelle operazioni di salvataggio e riesce a portare in salvo tutti gli agenti e i prigionieri. Anche Sh'lainn dà il contributo nelle operazioni, poiché, unica a potersi avvicinare al nucleo centrale a rischio detonazione supplica il Sunspot di contenerla col suo stomaco. Grazie al sacrificio della creatura i danni dell'esplosione sono minimi e Sh'lainn salvatasi si unisce alla Nuova Alleanza sotto il comando di Walter Logan.

#### Epilogo
Durante la guerra agli Shadoen inizialmente Sh'lainn si reca a recuperare la bomba EMP nascosta da Trueblood prima della sua morte. A lei si deve il diversivo che permette a Ti-Yet, Nema e Dorian Wyrick il recupero dell'ordigno; infatti fa credere agli Shadoen di star fuggendo con la bomba mentre in realtà porta in un sacco solo un mucchio di rottami che distrugge di fronte agli occhi degli inseguitori facendo credere loro che siano la carica EMP. A seguito di ciò viene catturata e portata al cospetto del malvagio leader degli Shadoen Wraith (la vera forma aliena di Rinaker) assieme a Choaf e Athos, che si finge Logan, e dopo aver ascoltato i piani dell'alieno per distruggere la Luna e far precipitare i suoi detriti sulla Terra fuggono in uno scomparto della nave in cui la Banshee tramite i suoi poteri teletrasporta il vero Logan ed il colonnello Logan assieme alla bomba EMP. Dopo aver posizionato l'ordigno la Banshee ri-teletrasporta tutti sulla Terra tranne Walter, che desidera chiudere i conti con Wraith, e Logan, che gli va dietro. Mentre Wraith sta mettendo alle strette i due uomini la Bashee si teletrasporta alle sue spalle ed inizia ad attaccarlo forte dei poteri potenziati che gli vengono dalla presenza di Logan per via del loro legame vitale; tuttavia dato che nemmeno questo attacco sembra sorbire effetto sull'alieno i due ricorrono all'unione generata dalle loro energie vitali per portare a segno un colpo che rompe tutte le quattro gambe di Wraith dando così alla Banshee e ai due Logan il tempo di fuggire dalla nave madre Shadoen su una capsula di salvataggio e veder saltare in aria il grande burattinaio delle cospirazioni di Roswell.
A seguito della vittoria resterà nella Nuova Alleanza come compagna dell'amato Nick Logan, divenuto suo marito a seguito del legame vitale. La serie si conclude con un bacio tra i due.

## Poteri e abilità
Come tutte le Banshee, Sh'lainn ha la forza e i limiti fisici di un normale umano ma è comunque molto agile ed atletica e possiede una conoscenza discreta del corpo a corpo. Col tempo ha inoltre acquisito una notevole destrezza nell'uso delle armi in dotazione agli agenti dell'Alleanza, nonché un'ottima abilità di guida.

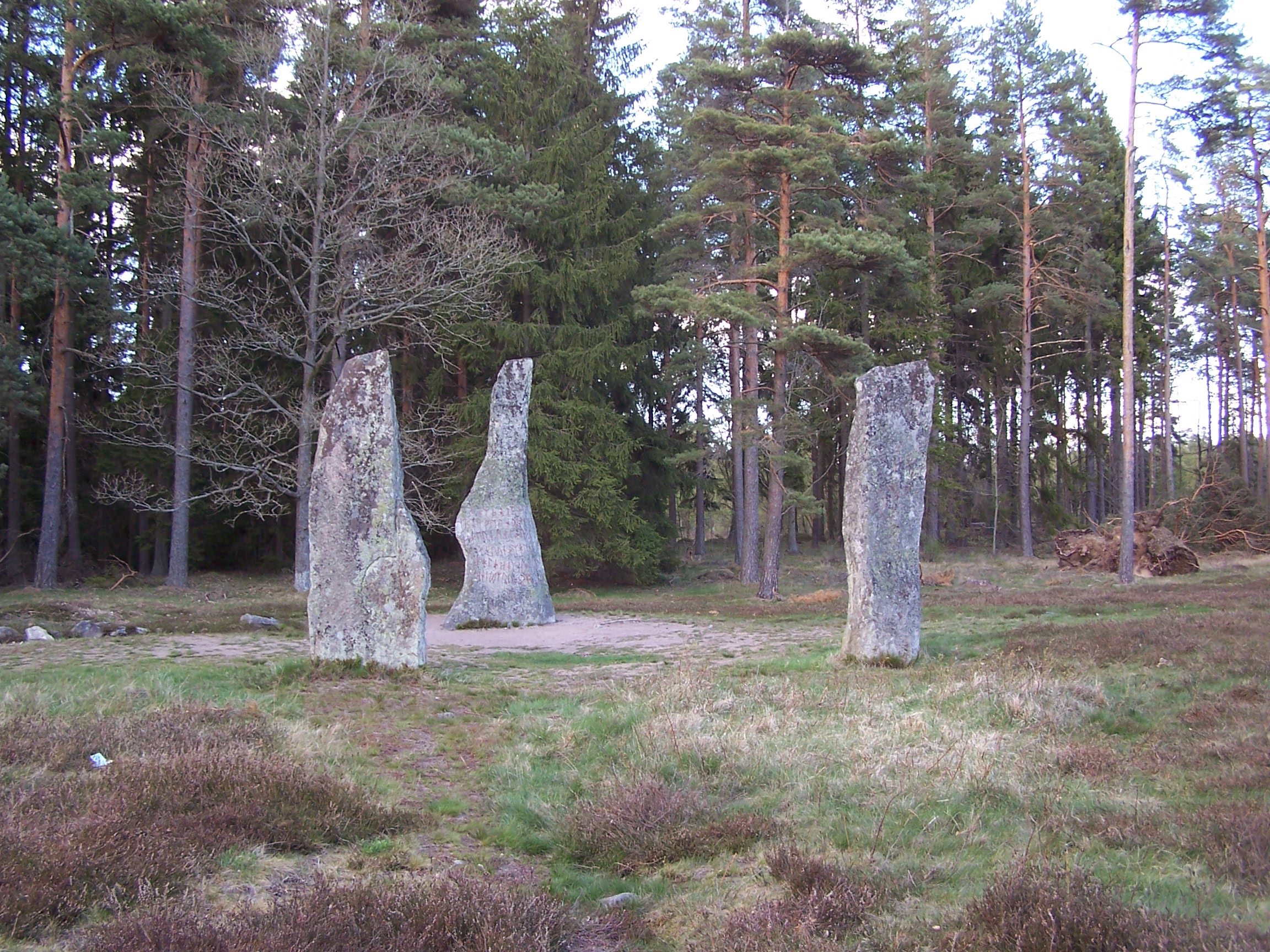
Un esempio di cerchio di pietra dell'età del ferro, simile a quello utilizzato dalle Banshee per il teletrasporto nella serie.

Sh'lainn condivide un forte legame con la terra e con la natura da cui trae energia che incanala nel corpo come una sorta di batteria ed è in grado di rilasciare sotto forma di scariche elettriche o campi di forza; inoltre è in grado di teletrasportare se stessa ed altre persone usando delle particolari rocce simili a menhir e disponendole a triangolo intorno al proprio corpo. Allo stesso scopo può servirsi di costruzioni monolitiche come i cerchi di pietra.
Può volare o meglio levitare, è immune agli effetti del gas naturale, vede il futuro attraverso i sogni e predice quando qualcuno sta per morire (mortemcognizione) con un conto alla rovescia che la colpisce come spasmo involontario. Quando utilizzano le sue abilità i suoi capelli si muovono come tentacoli animati di vita propria, le sue dita divengono artigli, i suoi occhi si illuminano di rosso ed emette un verso stridente. Quest'ultima capacità le permette di simulare alla perfezione gli ultrasuoni e svariate altre frequenze sonore specifiche col solo ausilio delle proprie corde vocali. I suoi poteri tuttavia vengono annullati dai campi magnetici, e le sue scariche d'energia possono venire neutralizzate bloccandole le mani.
Nell'episodio La rivelazione lei e Nick instaurano un legame vitale che li rende effettivamente come un'unica entità in due corpi distinti. Questo legame, sentito da entrambi non solo permette un'unificazione mnemonica ma rende l'uomo una sorta di amplificatore per i poteri di Sh'lainn ed inoltre fa in modo che i due siano legati fino alla morte, ovvero avranno esattamente la stessa durata vitale e non potranno morire se non per invecchiamento, il quale avrà per entrambi la velocità che ha per una Banshee.

## L'età di Sh'lainn
Considerato che le Banshee vivono 300 anni spesso nella serie gli altri personaggi provano a domandarle quanti anni abbia ma Sh'lainn non da mai una risposta, facendo presumere che siano parecchi e perciò si vergogni ad ammetterlo con degli umani. Ha sicuramente più di venticinque anni poiché conobbe Walter Logan prima della sua sparizione e già allora era abbastanza grande da ricordarsene, il che fa presupporre che sia più grande di Nick, dato che lui all'epoca aveva solo tre anni. Un'importante dato sulla sua età emerge da quanto detto dalla Smith-Heisen, che in un episodio l'appella "Una Banshee adolescente" ("A Teenage Banshee"); se quanto asserisce la frase fosse esatto e Sh'lainn fosse ancora un'adolescente per la sua razza, ovvero l'età che per gli umani è compresa tra i 12 e i 18 anni su un'aspettativa vitale di 100, per le Banshee equivarrebbe a un'età compresa tra i 36 e i 54.
Tuttavia ciò premetterebbe un invecchiamento più lento per le Banshee (cosa effettivamente non esatta dato che sembrano invecchiare normalmente e mantenersi giovani più a lungo) e Sh'lainn dovrebbe avere le sembianze di una ragazzina in età puberale e non di una donna adulta. Se il calcolo fosse esatto comunque la data di nascita della Banshee albina sarebbe stimata tra il 1946 e il 1964.
Contraddittoriamente a ciò tuttavia il personaggio afferma in un altro episodio di aver apprezzato molto l'invenzione della macchina a vapore, insinuando il dubbio che sia nata nel periodo tra il 1760 e il 1830; se ciò fosse esatto risulterebbe però avere tra i 169 e i 239 anni, e ciò sarebbe una contraddizione in quanto nel primo episodio viene esplicitamente descritta come "una Banshee giovane", sebbene ciò possa essere inteso in un senso relativo alla sua specie.